# IFC (États-Unis)
Pour les articles homonymes, voir IFC.
L'Independent Film Channel (IFC) est une chaîne de télévision américaine spécialisée dans la diffusion de films et de séries télévisées indépendants. La société, fondée en 1994, appartient au groupe AMC Networks.

## Histoire
La chaîne a été lancée le 1er septembre 1994 par Rainbow Media.

## Canada
La chaîne IFC Canada, lancée en septembre 2001, n'a de similarité que le nom de la chaîne. Elle diffuse principalement des films ainsi que des rediffusions de séries télévisées diffusées sur Showcase. Elle a fermé le 30 septembre 2019.

## Programmation

### Séries télévisées
- Greg the Bunny (2002 sur Fox, 2005 sur IFC)
- Trapped in the Closet (en) (2005–2012)
- Hopeless Pictures (en) (animation, 2005)
- The Minor Accomplishments of Jackie Woodman (en) (2006–2007)
- The Business (2006–2007)
- The Whitest Kids U' Know (2007–2011)
- The Increasingly Poor Decisions of Todd Margaret (en) (2010, 2012, 2016)
- Onion News Network (en) (2011)
- Portlandia (2011–2018)
- Bullet in the Face (en) (2012)
- Out There (en) (animation, 2013)
- Maron (en) (2013–2016)
- The Spoils of Babylon (2014)
- The Spoils Before Dying (2015)
- Documentary Now! (en) (2015–en cours)
- Benders (en) (2015)
- Gigi Does It (en) (2015)
- Stan Against Evil (en) (2016–2018)
- Brockmire (2017–2020)[1]
- Sherman's Showcase (en)[2] (depuis le 31 juillet 2019)
- Year of the Rabbit (en)[3] (coproduction britannique, 2019)
- Hullraisers (en) (coproduction britannique, depuis le 12 avril 2022)
- Sisters (en) (coproduction irlandaise, depuis le 30 mars 2023)